# アーサー・シモンズ

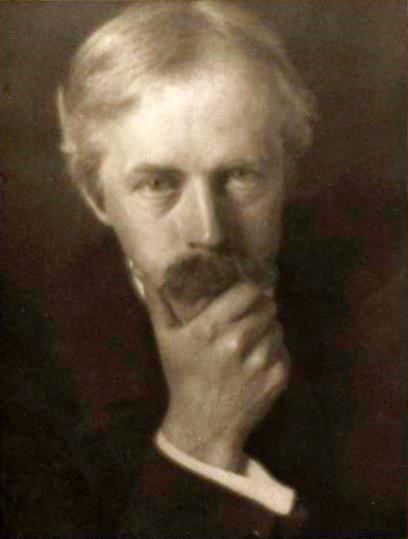
アーサー・シモンズ、1906年

アーサー・ウィリアム・シモンズ（Arthur William Symons, 1865年2月28日 - 1945年1月22日）は英国の詩人、文芸批評家、雑誌編集者である。

## 生涯と作品
英国のウェールズ南西部、ミルフォード・ヘイブンに生まれる。メソジスト教会の巡回牧師であった父親の職業柄、幼少時より英国内を転居し続ける生活を送る。17歳でロバート・ブラウニング作品批評をWesleyan-Methodist Magazineに発表、ブラウニング協会の会員となる。このブラウニング批評に注目した協会創設者Frederick. J. Furnivallの推薦により、1884年には19歳にしてシェイクスピア作品集（the Shakespeare Quatros Facsiimiles Series）の序文執筆を依頼される。以降、精力的に批評および翻訳作品を発表し続け、ウォルター・ペイターにハヴロック・エリスら、当時すでに活躍していた人物のひきたてもあり、ロンドンの文壇サークルへの仲間入りを果たす。
1880年代半ばから1890年代後半にかけては、シモンズのキャリアを代表する、もっとも活躍が目立った時期である。Academy, Dome, Yellow Book他、時代を代表する複数の文芸雑誌に文学、舞台、美術、音楽と多岐にわたる芸術分野に関する批評、エッセイを執筆する一方、詩集もたてつづけに発表している。Days and Nights(1889),Silhouettes(1892), London Nights(1897)などがある。
1896年には、出版人レナード・スミザーズ（en）の誘いをうけ、文芸編集シモンズ、美術編集オーブリー・ビアズリー（Aubrey Beardsley）という組み合わせで、芸術と文学の融合を目指した定期刊行物「サヴォイ」を発行している。しかし鉄道駅構内を中心に展開する大手の本屋フランチャイズのひとつW.H.Smithが店頭販売を拒否する事態に陥り、全8巻を発行したところで廃刊に追い込まれたが、その斬新かつ国際色豊かな執筆陣と内容は「前衛的」と呼ぶにふさわしい内容であった。
1899年、文芸批評代表作のひとつThe Symbolist Movement in Literature『象徴主義の文学運動』を発表。第二版は1919年。フランス、ベルギーですでに萌芽していた新しい文学運動をいち早く英語圏に紹介した批評集として、20世紀のモダニズム作家達にも多大な影響を与えた。その影響を公言している作家の中には、トマス・エリオット, エズラ・パウンド, ジェイムズ・ジョイスも含まれる。日本でも大正期の象徴派詩人に多大な影響を与えたことで知られ、日本語訳は岩野泡鳴『表象派の文学運動』（新潮社 1913年）をはじめとして、21世紀にいたるまで、複数の翻訳者により出版されている。
ジプシーの生活に憧れ、外国語に堪能で旅を愛したシモンズは、数多くの旅行記も発表している。Cities (1903) Cities in Italy (1907) Cities and Sea-Coasts and Islands (1918)。印象派詩人と評されることの多いシモンズらしい、眼に映る光景を個人の心象風景とともに色鮮やかに綴るスタイルは、同時に文学や美術の批評家としての側面も窺える独自の魅力を有している。
短編小説集Spiritual Adventures(1905)が唯一の小説作品集である。（日本語訳：『心の冒険』工藤好美訳 南雲堂）
1908年、妻とイタリアに旅行中、精神的に不安定な状態でフェラーラの街を夜中に徘徊しているところを警察に保護される。イギリスに帰国後はしばらく療養生活を送るが症状が完全に回復することはなく、以降発表された著作は、この不幸な出来事以前に書かれた、あるいは雑誌にすでに発表されているものをまとめたものが主である。

## 主な日本語訳
- 『心の冒険　アーサー・シモンズ短篇集』 工藤好美訳、南雲堂, 1991
  - 『エスター・カーン』 平凡社ライブラリー, 2001。解説富士川義之 - 抜粋版
- 『象徴主義の文学運動』 樋口覚訳、国文社, 1978、改訂版1982
- 『象徴主義の文学運動』 前川祐一訳、冨山房百科文庫, 1993
- 『完訳 象徴主義の文学運動』 山形和美訳、平凡社ライブラリー, 2006
- 『フランス近代作家論』 河上徹太郎訳、創元選書, 1947
  - 『河上徹太郎全集 第7巻 翻訳編』 勁草書房, 1970 に収録
- 『ロートレック 世紀末の芸術』 森藤真成訳、踏青社(抄訳), 1993
- 『ワイルドとペイター』 伊藤勲編訳・解説、沖積舎, 2001
- 『ブラウニング詩作品研究への手引き』 松浦美智子訳、クォリティ出版, 2000